# المظلة (الرقة)
المظلة قرية سورية تتبع ناحية مركز الرقة في منطقة مركز الرقة في محافظة الرقة. بلغ عدد سكانها 122 نسمة في عام 2004 حسب إحصاء المكتب المركزي للإحصاء.